# Escotadura ciática mayor
La  escotadura ciática mayor es una escotadura en el ilion, uno de los huesos que forman la pelvis humana. Se encuentra entre la espina ilíaca posterior inferior (arriba) y la espina isquiática (abajo). El ligamento sacroespinoso cambia esta escotadura en una abertura, el foramen ciático mayor. 
La escotadura sostiene al músculo piriforme, la vena y arteria glútea superior y el nervio glúteo superior; la vena y arteria glútea inferior y el nervio glúteo inferior; los nervios cutáneos femorales ciático y posterior; la arteria pudenda interna y las venas pudendas internas, y los nervios que van hacia el músculo obturador interno y el músculo cuadrado femoral. 
De estos, los vasos y nervios glúteos superiores pasan por encima del músculo piriforme, y las otras estructuras pasan por debajo de él. 
La escotadura ciática mayor es más ancha en mujeres (aproximadamente 74.4 grados en mujeres) que en hombres (aproximadamente 50.4 grados en hombres).